# Chonchón
O chonchón, chuncho, quilquil ou tué-tué é uma criatura fantástica da mitologia mapuche, posteriormente incorporado ao folclore chileno e de algumas regiões da Argentina.
O mito parece estar relacionado a algum tipo de coruja ou mocho; em outras versões, ao pássaro denominado quero-quero.
Igualmente acredita-se que esteja relacionado ou que tenha influenciado na criação de outros mitos de aves fantásticas do Chile, como o coo e o raiquén, as quais, segundo as tradições, são consideradas como "ave agourentas".  

## Descrição
O chonchón se apresenta como uma estranha ave de plumas cinzentas, formada a partir de uma horrível cabeça humana, da qual nasceriam garras afiadas e umas orelhas enormes que ele usa como asas para voar. Esta criatura emitiria um grito fatídico que soaria como tué, tué.
Originalmente na cultura mapuche, a lenda do chonchón se referia à transformação realizada pelo calcu, o qual pratica o mal com a ajuda dos espíritos wekufe (malignos). Posteriormente, quando esta crença foi assimilada pelos colonizadores europeus do Chile e de algumas regiões da Argentina, a transformação do chonchón estaria associada ao poder das bruxas e bruxos que servem ao diabo.